# Carl Fredrik Bohnstedt
Carl Fredrik Bohnstedt, född 26 juni 1776 i Stralsund, och död 3 december 1838 i Stockholm, var en svensk brukspatron och köpman. 
Bohnstedt föddes i Svenska Pommern som son till kommerserådet Joakim Karl Friedrich Bohnstedt i släkten Bohnstedt och Hermania Hagemeister. Han överflyttade i slutet av 1700-talet till Sverige där han etablerade en med järnexport förenad omfattande rederirörelse i Stockholm. 1810 inköpte han Riddarhyttans järn- och kopparverk i Västmanland och gjorde företaget till ett mönsterbruk.
Han var gift med Lovisa Moll från Stockholm, och far till Theodor Ludvig Bohnstedt.